# Hebdomophruda diploschema
Hebdomophruda diploschema är en fjärilsart som beskrevs av Louis Beethoven Prout 1915. Hebdomophruda diploschema ingår i släktet Hebdomophruda och familjen mätare. Inga underarter finns listade i Catalogue of Life.